# Parafia św. Józefa w Gayndah
Parafia św. Józefa w Gayndah – parafia rzymskokatolicka, należąca do archidiecezji Brisbane.
Przy parafii funkcjonuje katolicka szkoła podstawowa św. Józefa.